# 양재권
양재권(梁在淃, 1929년 11월 21일~2011년 5월 22일)는 대한민국의 정치인이다. 제11대 국회의원을 지냈다. 본관은 남원이며, 경상남도 진주 출신이다.

## 학력
- 국민대학교 정치학 학사

## 경력
- 제11대 국회의원 (민주한국당)
- 국제전기기업(주) 대표이사
- 한국전기공업협동조합이사장
- 중소기업정책심의위원
- 민주한국당창당발기인ㆍ경남도책ㆍ재정위원장ㆍ당무위원ㆍ중앙정치훈련원장
- 한ㆍ벨기에의원친선협회부회장
- 자민련 국책자문위원
- 대한민국헌정회 이사
- 양씨중앙종친회 회장

## 역대 선거 결과
| 실시년도 | 선거  | 대수 | 직책     | 선거구 | 정당       | 득표수      | 득표율         | 순위       | 당락 | 비고 |
| -------- | ----- | ---- | -------- | ------ | ---------- | ----------- | -------------- | ---------- | ---- | ---- |
| 1981년   | 총선  | 11대 | 국회의원 | 전국구 | 민주한국당 | 3,495,829표 | \| \| 21.6% \| | 전국구 5번 |      | 초선 |
|          | 21.6% |      |          |        |            |             |                |            |      |      |